# Chorisandrachne diplosperma
Chorisandrachne diplosperma là một loài thực vật có hoa trong họ Đại kích. Loài này được Airy Shaw mô tả khoa học đầu tiên năm 1969.